# On Stage (The-Spacelords-Album)
On Stage (deutsch „Auf der Bühne“) ist – nach dem 2013 im Selbstverlag erschienenen Album Live @ Psychedelic Network Festival 2012 – das zweite Livealbum der Reutlinger Space-Rock-/Psychedelic-Rock-Band The Spacelords. Es wurde am 22. Februar 2019 über das Krefelder Musiklabel Tonzonen Records veröffentlicht.

## Entstehung
Die Aufnahme des Livealbums fand auf einer privaten Feier namens „Space-Party“ und in einem Garten mit den Ausmaßen eines Parks statt. Organisator der Feier war Dennis Gockel, Schlagzeuger der Band Knall.
Die Effekte während des Konzerts entstanden „mittels herzhafter Druckeinwirkung auf Bodentreter (für Unbedarfte: Effektgeräte)“, zusätzliche Tonspuren wurden im Nachgang nicht dazugemischt.

## Cover
Auf schwarzer Grundfläche zeigt das Cover drei hochkant stehende Portraitaufnahmen der Musiker, die beim Auftritt auf dem Open Air „Krach am Bach“ in Beelen aufgenommen wurden. Für das Design und Layout zeichnete Marcus Schnitzler verantwortlich.

## Lieder
Das Album besteht aus fünf bzw. sechs Liedern, deren Urheberschaft gemeinschaftlich bei The Spacelords liegt:
1. Spaceflowers – 13:03
2. Metamorphosis – 12:16
3. Nag Kanya – 17:16
4. Plasma Thruster – 10:07
5. Frau Kuhnkes Kosmos – 14:27
6. Black Hole – 20:28 (LP-Bonus)

## Rezeption
In der Rezension von Pretty in Noise erhielt das Album 8,0 von 10 möglichen Punkten und der Redakteur hielt als Kurzfassung fest:

„Die gekonnte Umsetzung ihrer Studio-Alben auf der Bühne zeigt drei Musiker, die ein unglaublich souveränes Zusammenspiel in dieser ausgezeichnet aufgezeichneten Live-Situation darbieten.“

Auf hippiesland.de, wo Rezensionen ohne Punktewertungen verfasst werden, fasste der Rezensent seinen Text schlicht mit „Starkes Ding!“ zusammen und beurteilte im Fließtext das Miteinander der Musiker sehr positiv:

„Auffallend ist auf dem Live Erlebnis auch zu hören, was für gute Musiker The Spacelords sind. Das Zusammenspiel scheint blind zu funktionieren, die Songs werden von allen einzelnen Instrumenten in ihren individuellen Stimmungen unterstützt, und jeder räumt seinen Bandkollegen genug Platz ein, sich frei entfalten zu können.“